# Sulfoniová oxidace alkoholů na aldehydy
Sulfoniové oxidace alkoholů na aldehydy jsou skupinou organických reakcí, při kterých se převádějí primární alkoholy na aldehydy a sekundární alkoholy na ketony. K selektivní oxidaci alkoholů na aldehydy je třeba zabránit přeoxidování za vzniku karboxylových kyselin. Běžně se používají například postupy zahrnující alkoxysulfoniové meziprodukty (RO−SMe +
2 X−, například sloučenina 6). Při většině z těchto metod se jako oxidační činidlo používá dimethylsulfoxid (DMSO), který se redukuje na dimethylsulfid, označují se tak často jako DMSO-oxidace. Tvorba aldehydu a dimethylsulfidu z alkoholu a DMSO vyžaduje přítomnost dehydratačního činidla, které na sebe váže H2O, nejlépe elektrofilu, jenž současně aktivuje DMSO. 
Také jsou známy postupy vytvářející z dimethylsulfidu sulfoniové meziprodukty, tyto dehydratační činidla nepotřebují. Podobně probíhají i oxidace pomocí dimethylselenoxidu, redukovaného na dimethylselenid.

## Rozdělení
Sulfoniové oxidace lze rozdělit na dvě skupiny: první zahrnuje metody založené na aktivovaných alkoholech, například alkyltosylátech (Kornblumova oxidace) nebo alkylchlorformiátech (vytvořených reakcemi alkoholů s fosgenem: Bartonova–Kornblumova oxidace), které v přítomnosti DMSO reagují jako elektrofily a uvolňují oxygenované odstupující skupiny (například OTs−). Další krok preaktivace alkoholu a následná nukleofilní substituce ale často vyžadují tvrdé reakční podmínky; později tak byly vyvinuty postupy vytvářející aktivované sulfoxidy. Níže je zobrazen aktivovaný sulfoxid vznikající během Swernovy oxidace 4 reagující se sekundárním alkoholem 5 na alkoxysulfoniovou sloučeninu 6.
Tyto aktivované sulfoxidy reagují s alkoholy jako elektrofily, přičemž se z nich oddělují odstupující skupiny fungující jako protiionty alkoxysulfoniových meziproduktů (RO−SMe +
2 ). Následně vede deprotonace – často řízená slabou zásadou, jako je triethylamin – k rozkladu alkoxysulfoniové sloučeniny, čímž vznikne aldehyd a dimethylsulfid. Do této druhé skupiny patří reakce jako například:
- Swernova oxidace,
- Coreyova–Kimova oxidace,
- Parikhova–Doeringova oxidace,
- Pfitznerova–Moffattova oxidace
- Albrightova–Goldmanova oxidace
- Albrightova–Onoderova oxidace (DMSO/P2O5), TFAA/DMSO a Me2S/Cl2. K získání aktivovaného sulfoxidu z DMSO lze použít i SO2F2.[4]

## Srovnání s ostatními metodami
Sulfoniové oxidace jsou oblíbené, protože mají vysoké výtěžnosti, jsou poměrně rychlé, nedochází u nich k přeoxidování, mají málo vedlejších reakcí, probíhají za mírných podmínek (nízkých teplot, bez nutnosti silných kyselin či zásad), snadno se provádí (není třeba zvláštní vybavení nebo neobvyklé a/nebo nákladné reaktanty, vedlejší produkty lze oddělit snadno, je přípustná přítomnost kyslíku a vlhkosti) a obvykle se nepoužívají vysoce toxické výchozí látky a nevytváří se toxické produkty. Dimethylsulfid ovšem vytváří silný zápach, takže je třeba reakce provádět v dobře větrané digestoři. K nevýhodám patří také používání nadbytku zásady, nakládání s dehydratačním činidlem, omezený rozsah použitelných rozpouštědel a také vedlejší reakce, například Pummererův přesmyk nebo eliminace sulfoniových meziproduktů za vzniku reaktivních iontů H2C=(S+)-CH3, vytvářejících s alkoholy methylthiomethylethery. Rychlost reakce tak nelze navýšit zvýšením teploty.
Sulfoniové oxidace mohou být nahrazeny postupy využívajícími k oxidaci
- hypervalentní sloučeniny jodu, jako jsou Dessův–Martinův perjodinan a kyselina 2-jodoxybenzoová
- chromové sloučeniny, například chlorchroman pyridinia a Collinsovo činidlo
- sloučeniny ruthenia, například ruthenistan tetrapropylamonný
- oxoamonné sloučeniny (TEMPO)
- přenosové hydrogenace nebo přenosy hydridů (Oppenauerova oxidace)
- oxid manganičitý, manganistan barnatý, 2,3-dichlor-5,6-dikyano-1,4-benzochinon (u allylalkoholů)